# Escaphiella ramirezi
Espèce
Escaphiella ramirezi est une espèce d'araignées aranéomorphes de la famille des Oonopidae.

## Distribution
Cette espèce se rencontre en Uruguay et en Argentine dans les provinces de Misiones et de Tucumán,.

## Description
Le mâle holotype mesure 1,39 mm et la femelle paratype 1,18 mm.

## Étymologie
Cette espèce est nommée en l'honneur de Martín J. Ramírez.

## Publication originale
- Platnick & Dupérré, 2009 : The American goblin spiders of the new genus Escaphiella (Araneae, Oonopidae). Bulletin of the American Museum of Natural History, no 328, p. 1-151 (texte intégral).